# Triumph Tiger Sport 660
La Triumph Tiger Sport 660 è una motocicletta di media cilindrata (660 cm³) prodotta dalla casa motociclistica inglese Triumph dal 2022.

## Descrizione e meccanica
La Tiger Sport è una crossover sport turismo di media cilindrata, dotata di un telaio perimetrale in tralicci di tubi acciaio.
Il propulsore, che è stato sviluppo utilizzando come base quello della Triumph Street Triple S da 660 cc, è un motore a tre cilindri in linea a quattro tempi da 660 cm³ dotato di sistema di raffreddamento a liquido che produce una potenza massima di 81 CV ed eroga una coppia di 64 Nm. La distribuzione è a due alberi a camme in testa (DOHC) a 12 valvole (4 per cilindro), venendo alimenta da un sistema ad iniezione elettronica indiretta multipoint. Il propulsore viene gestito da un cambio a sei rapporti ad innesti frontali.
I due freni a disco flottanti all'anteriore hanno un diametro di 310 mm e vengono azionati da pinze a due pistoncini. Sul posteriore è presente un freno a disco con un diametro di 255 mm e una pinza a singolo pistoncino. Gli pneumatici all'avantreno misuravano 120/70 ZR 17 mentre al retrotreno 180/55 ZR 17.

## Caratteristiche tecniche
| Caratteristiche tecniche - Triumph Tiger Sport 660                                                              | Caratteristiche tecniche - Triumph Tiger Sport 660                                                                                                 | Caratteristiche tecniche - Triumph Tiger Sport 660                                                                                                 | Caratteristiche tecniche - Triumph Tiger Sport 660                                                                                                 | Caratteristiche tecniche - Triumph Tiger Sport 660                                                                                                 | Caratteristiche tecniche - Triumph Tiger Sport 660                                                                                                 |
| --- | --- | --- | --- | --- | --- |
| | | | | | |
| Dimensioni e pesi                                                                                               | | | | | |
| Ingombri (lungh.×largh.×alt.)                                                                                   | 2071 × 834 × ? mm | 2071 × 834 × ? mm | 2071 × 834 × ? mm | 2071 × 834 × ? mm | 2071 × 834 × ? mm |
| Altezze | Sella: 835 mm | Sella: 835 mm | Sella: 835 mm | Sella: 835 mm | Sella: 835 mm |
| Interasse: 1418 mm                                                                                              | Interasse: 1418 mm | Massa a vuoto: | Massa a vuoto: | Serbatoio: 17,2 l | Serbatoio: 17,2 l |
| Meccanica | | | | | |
| Tipo motore: tre cilindri in linea quattro tempi                                                                | Tipo motore: tre cilindri in linea quattro tempi                                                                                                   | Tipo motore: tre cilindri in linea quattro tempi                                                                                                   | Tipo motore: tre cilindri in linea quattro tempi                                                                                                   | Raffreddamento: A liquido | Raffreddamento: A liquido |
| Cilindrata | 660 cm³ (Alesaggio 74 × Corsa 51,1 mm) | 660 cm³ (Alesaggio 74 × Corsa 51,1 mm) | 660 cm³ (Alesaggio 74 × Corsa 51,1 mm) | 660 cm³ (Alesaggio 74 × Corsa 51,1 mm) | 660 cm³ (Alesaggio 74 × Corsa 51,1 mm) |
| Distribuzione: Bialbero quattro valvole per cilindro                                                            | Distribuzione: Bialbero quattro valvole per cilindro                                                                                               | Distribuzione: Bialbero quattro valvole per cilindro                                                                                               | Alimentazione: Iniezione elettronica sequenziale multipoint con tripla farfalla con induzione forzata dell'aria                                    | Alimentazione: Iniezione elettronica sequenziale multipoint con tripla farfalla con induzione forzata dell'aria                                    | Alimentazione: Iniezione elettronica sequenziale multipoint con tripla farfalla con induzione forzata dell'aria                                    |
| Potenza: 81 CV a 10250 giri/min                                                                                 | Potenza: 81 CV a 10250 giri/min | Coppia: 64 N·m a 6250 giri/min | Coppia: 64 N·m a 6250 giri/min | Rapporto di compressione: 11.95:1 | Rapporto di compressione: 11.95:1 |
| Frizione: Multidisco in bagno d'olio                                                                            | Frizione: Multidisco in bagno d'olio | Frizione: Multidisco in bagno d'olio | Cambio: 6 marce | Cambio: 6 marce | Cambio: 6 marce |
| Accensione | Elettronica digitale | Elettronica digitale | Elettronica digitale | Elettronica digitale | Elettronica digitale |
| Trasmissione | Primaria a ingranaggi a denti dritti; secondaria a catena                                                                                          | Primaria a ingranaggi a denti dritti; secondaria a catena                                                                                          | Primaria a ingranaggi a denti dritti; secondaria a catena                                                                                          | Primaria a ingranaggi a denti dritti; secondaria a catena                                                                                          | Primaria a ingranaggi a denti dritti; secondaria a catena                                                                                          |
| Avviamento | Elettrico | Elettrico | Elettrico | Elettrico | Elettrico |
| Ciclistica | | | | | |
| Telaio | perimetrale in acciaio tubolare | perimetrale in acciaio tubolare | perimetrale in acciaio tubolare | perimetrale in acciaio tubolare | perimetrale in acciaio tubolare |
| Sospensioni | Anteriore: Forcella idraulica a steli rovesciati da 41 mm regolabile / Posteriore: Forcellone oscillante e monoammortizzatore idraulico regolabile | Anteriore: Forcella idraulica a steli rovesciati da 41 mm regolabile / Posteriore: Forcellone oscillante e monoammortizzatore idraulico regolabile | Anteriore: Forcella idraulica a steli rovesciati da 41 mm regolabile / Posteriore: Forcellone oscillante e monoammortizzatore idraulico regolabile | Anteriore: Forcella idraulica a steli rovesciati da 41 mm regolabile / Posteriore: Forcellone oscillante e monoammortizzatore idraulico regolabile | Anteriore: Forcella idraulica a steli rovesciati da 41 mm regolabile / Posteriore: Forcellone oscillante e monoammortizzatore idraulico regolabile |
| Freni | Anteriore: Doppio disco Nissin flottante da 310 mm e pinze radiali a 2 pistoncini / Posteriore: Disco Nissin da 255 mm e pinza ad 1 pistoncino     | Anteriore: Doppio disco Nissin flottante da 310 mm e pinze radiali a 2 pistoncini / Posteriore: Disco Nissin da 255 mm e pinza ad 1 pistoncino     | Anteriore: Doppio disco Nissin flottante da 310 mm e pinze radiali a 2 pistoncini / Posteriore: Disco Nissin da 255 mm e pinza ad 1 pistoncino     | Anteriore: Doppio disco Nissin flottante da 310 mm e pinze radiali a 2 pistoncini / Posteriore: Disco Nissin da 255 mm e pinza ad 1 pistoncino     | Anteriore: Doppio disco Nissin flottante da 310 mm e pinze radiali a 2 pistoncini / Posteriore: Disco Nissin da 255 mm e pinza ad 1 pistoncino     |
| Pneumatici | anteriore: 120/70-ZR17; posteriore: 180/55-ZR17 | anteriore: 120/70-ZR17; posteriore: 180/55-ZR17 | anteriore: 120/70-ZR17; posteriore: 180/55-ZR17 | anteriore: 120/70-ZR17; posteriore: 180/55-ZR17 | anteriore: 120/70-ZR17; posteriore: 180/55-ZR17 |
| Fonte dei dati: https://www.motociclismo.it/triumph-tiger-sport-660-2022-prova-test-come-va-pregi-difetti-79886 | | | | | |